# Rocca di Papa
Rocca di Papa är en ort och kommun i storstadsregionen Rom, innan 2015 provinsen Rom, i regionen Lazio i Italien. Kommunen hade 17 285 invånare (2018). Staden är en av de sexton städerna i området Castelli Romani.

## Geografi och historia
Rocca di Papa är en mindre stad sydost om Rom. Den ligger i ett kuperat område med både skogar och sjöar (inklusive Albanosjön). Staden ligger på samma plats som antikens Cabum. Namnet på staden betyder 'Påvens fästning' eller 'Påvens klippa', och påven ifråga var 1100-talets Eugenius III.
Rocca di Papa ligger på cirka 680 meter ö.h. Den centrala, äldre delen av staden klättrar uppför en bergssida upp till 800 meters höjd över havet, medan de lägst belägna delarna av staden ligger runt 500 meter över havet. Stadens äldre centrum liknar ett akropolis där det är byggt på Monte Cavo, ett berg av vulkaniskt ursprung.
Staden har genom historien vid minst ett tillfälle tjänat som tillhåll för en motpåve.

## Sevärdheter
Stadens varierande topografi och de många smågatorna kom till användning vid inspelning av en nyckelscen i filmen Den rosa pantern (1963). Filmen i övrigt producerades till stor del i och kring vintersportorten Cortina d'Ampezzo. Den avslutande biljakten – efter maskeradbalen i den romerska villan – spelades dock in på och kring Rocca di Papas Piazza della Repubblica. Denna består av ett torg och cirkulationsplats, där en mängd gator korsar varandra på väg upp och ner i staden. På torget står en centralt, och för filmen strategiskt, placerad fontän.
Bland stadens sevärdheter återfinns kyrkorna Santa Maria Assunta in Cielo och Santuario della Madonna del Tufo. Den förstnämnda kyrkan kallas även Duomo dell'Assunta och är en 1600-talsbyggnad rest i barockens stil.